# Гамбийский фунт
Гамбийский фунт (англ. Gambian pound) — денежная единица Гамбии в 1964—1971 годах. Фунт = 20 шиллингов = 240 пенсов.

## История
13 мая 1964 года учреждён Валютный совет Гамбии, получивший право эмиссии национальной валюты — гамбийского фунта, который сменил в обращении западноафриканский фунт в соотношении 1:1. Золотое содержание гамбийского фунта было установлено одинаковым с золотым содержанием западноафриканского фунта и фунта стерлингов — 2,48828 г золота. С девальвацией фунта стерлингов в феврале 1967 года золотое содержание гамбийского фунта было снижено до 2,13281 г золота.
1 июля 1971 года было объявлено о введении новой денежной единицы — даласи, состоящей из 100 бутутов. Обмен производился в соотношении: 1 фунт = 5 даласи.

## Монеты и банкноты
Выпускались монеты в 1, 3, 6 пенсов и 1, 2, 4, 8 шиллингов и банкноты в 10 шиллингов, 1 и 5 фунтов.